# Noite escura (canção russa)

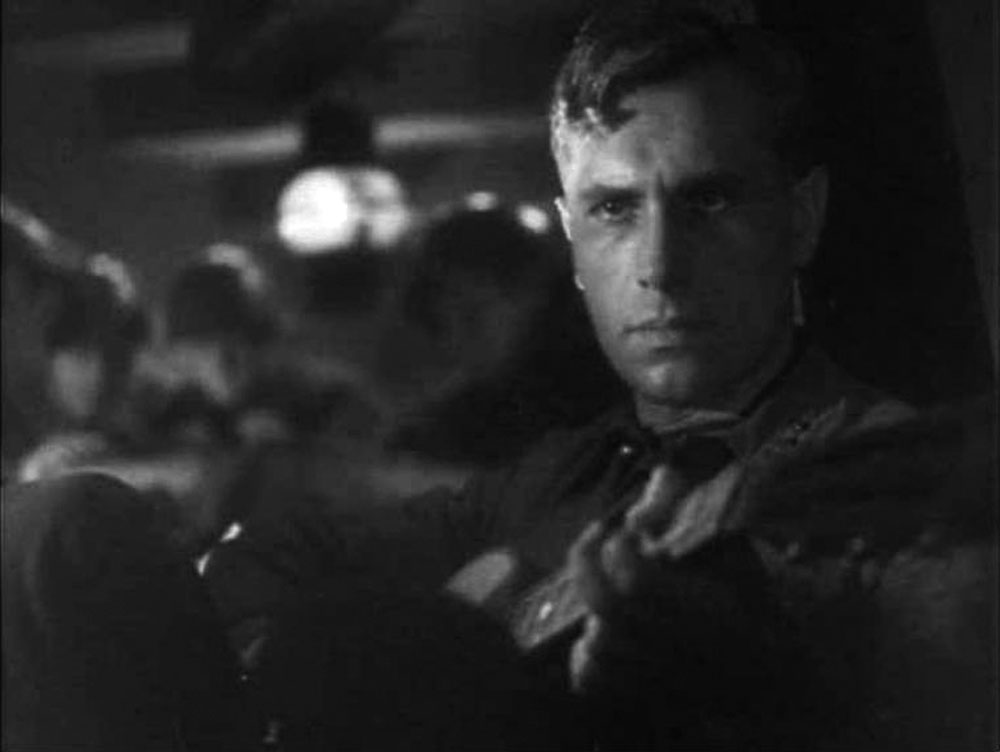
Mark Bernes interpreta a canção “Noite Escura” na cena do filme “Dois Combatentes”

Noite Escura (Тёмная ночь,Tyomnaya noch' [ˈtʲɵmnəjə ˈnot͡ɕ]) é uma canção lírica composta por Nikita Bogoslovski e com letra de Vladimir Agátov, criada em 1943 especialmente para o filme Два бойца (Dva boytsa — Dois Soldados em tradução livre)
A canção alcançou enorme popularidade e tornou-se, na União Soviética, uma das mais apreciadas e conhecidas composições criadas durante a Frente Oriental na Segunda Guerra Mundial.
De acordo com os resultados de uma pesquisa sociológica realizada em 2015 pela revista Русский репортёр (Russkiy reportyor — Repórter Russo), a letra da canção ocupou o 25º lugar entre as cem letras mais populares na Rússia, em uma lista que incluía, entre outras, obras da literatura clássica russa e mundial.
| Texto em cirílico                                           | Transliteração                                                   | Tradução em português                                         |
| ----------------------------------------------------------- | ---------------------------------------------------------------- | ------------------------------------------------------------- |
| Тёмная ночь, только пули свистят по степи,                  | Tyomnaya noch', tol'ko puli svistyat po stepi,                   | Noite escura, só os tiros assobiam pela estepe,               |
| Только ветер гудит в проводах, тускло звезды мерцают.       | Tol'ko veter gudit v provodakh, tusklo zvezdy mertsayut.         | Só o vento geme nos fios, as estrelas brilham opacas.         |
| В тёмную ночь ты, любимая, знаю, не спишь,                  | V tyomnuyu noch' ty, lyubimaya, znayu, ne spish'                 | Na noite escura, tu, querida, sei que não dormes,             |
| И у детской кроватки тайком ты слезу утираешь.              | I u detskoy krovatki taykom ty slezu utirayesh'                  | E junto ao berço da criança, em segredo, enxugas uma lágrima. |
| Как я люблю глубину твоих ласковых глаз,                    | Kak ya lyublyu glubinu tvoikh laskovykh glaz                     | Como eu amo a profundidade dos teus olhos ternos,             |
| Как я хочу к ним прижаться сейчас губами!                   | Kak ya khochu k nim prizhatsya seychas gubami!                   | Como eu queria agora tocá-los com os lábios!                  |
| Тёмная ночь разделяет, любимая, нас,                        | Tyomnaya noch' razdelyayet, lyubimaya, nas                       | A noite escura nos separa, meu amor,                          |
| И тревожная, чёрная степь пролегла между нами.              | I trevozhnaya, chyornaya step' prolegla mezhdu nami.             | E a estepe sombria e inquieta se estende entre nós.           |
| Верю в тебя, в дорогую подругу мою,                         | Veryu v tebya, v doroguyu podrugu moyu                           | Creio em ti, minha querida companheira,                       |
| Эта вера от пули меня тёмной ночью хранила...               | Eta vera ot puli menya tyomnoy noch'yu khranila...               | Essa fé me protegeu das balas na noite escura...              |
| Радостно мне, я спокоен в смертельном бою,                  | Radostno mne, ya spokoen v smertel'nom boyu                      | Sinto alegria, estou em paz mesmo em combate mortal,          |
| Знаю, встретишь с любовью меня, что б со мной ни случилось. | Znayu, vstretish s lyubov'yu menya, chto b so mnoy ni sluchilos' | Pois sei que me receberás com amor, aconteça o que acontecer. |
| Смерть не страшна, с ней не раз мы встречались в степи.     | Smert' ne strashna, s ney ne raz my vstrechalis' v stepi.        | A morte não assusta — muitas vezes a vimos na estepe.         |
| Вот и сейчас надо мною она кружится.                        | Vot i seychas nado mnoyu ona kruzhitsya.                         | E agora mesmo ela paira sobre mim.                            |
| Ты меня ждёшь и у детской кроватки не спишь,                | Ty menya zhdyosh' i u detskoy krovatki ne spish'                 | Mas tu me esperas e não dormes junto ao berço,                |
| И поэтому знаю: со мной ничего не случится!                 | I poetomu znayu: so mnoy nichego ne sluchitsya!                  | E por isso eu sei: nada me acontecerá!                        |

## História da criação
As filmagens ocorreram durante a evacuação, em Tashkent. O diretor Leonid Lukov enfrentava dificuldades para capturar de forma convincente a cena em que um soldado escreve uma carta. Após várias tentativas frustradas, surgiu-lhe a ideia de que uma canção poderia ajudar a resolver essa cena. Lukov recorreu a Nikita Bogoslovski, que sentou-se ao piano e quase imediatamente sugeriu uma melodia. Em seguida, procuraram Agátov, que também rapidamente compôs a letra para essa melodia. Na mesma noite, Mark Bernes foi acordado, e em pouco tempo a trilha sonora da canção estava pronta; no dia seguinte, a cena foi filmada. O protagonista do filme, Arkadi Dzyubin, interpretado por Mark Bernes, canta essa música acompanhando-se no violão, à noite, durante a chuva, em uma trincheira de campanha com o teto vazando.

## Artistas
Antes mesmo do lançamento do filme, Leonid Utyosov, tendo recebido as partituras da canção de Nikita Bogoslovski, começou a interpretá-la em suas apresentações sem o conhecimento ou permissão dos autores e da equipe criativa do filme. Em 1943, ainda antes da estreia do longa, ele gravou a música em um disco de vinil. Dessa forma, para o público do filme, perdeu-se o elemento da novidade. Contudo, apesar disso, é a interpretação de Mark Bernes — marcada por uma sinceridade e profundidade emocionais notáveis — que é considerada a versão clássica. Além da performance no filme, o artista gravou cinco versões em estúdio: discos de vinil de 1943 (Moscou), 1954 e 1958 (Leningrado); e gravações em fita cassete de 1958 e 1967 (Moscou). Outros intérpretes desta canção incluem:
Баста (Basta)
Би-2 (Bi-2)
Дима Билан (Dima Bilan)
Мария Бурмака (Mariya Burmaka)
Вячеслав Бутусов (Vyacheslav Butusov)
Георгий Виноградов (Georgiy Vinogradov)
Лусинэ Геворкян (Lusine Gevorkyan)
Александр Городницкий (Aleksandr Gorodnitskiy)
Борис Гребенщиков (Boris Grebenshchikov)
Людмила Гурченко (Lyudmila Gurchenko)
Виктория Дайнеко (Viktoriya Dayneko)
Сергей Ефременко (Sergey Yefremenko)
Владимир Захаров (Vladimir Zakharov)
Земфира (Zemfira)
Александр Иванов (Aleksandr Ivanov)
Кипелов (Kipelov)
Иосиф Кобзон (Iosif Kobzon)
Иван Козловский (Ivan Kozlovskiy)
Сергей Куприк (Sergey Kuprik)
Максим Леонидов (Maksim Leonidov)
Пётр Лещенко (Pyotr Leshchenko)
Муслим Магомаев (Muslim Magomayev)
Андрей Макаревич (Andrey Makarevich)
Сергей Маховиков (Sergey Makhovikov)
Анатолий Мокренко (Anatoliy Mokrenko)
Владимир Нечаев (Vladimir Nechayev)
Noize MC (Noize MC)
Ян Осин (Yan Osin)
Женя Отрадная (Zhenya Otradnaya)
Олег Погудин (Oleg Pogudin)
Иван Ребров (Ivan Rebrov)
София Ротару (Sofiya Rotaru)
Русский размер (Russkiy Razmer)
Игорь Скляр (Igor Sklyar)
Сергей Трофимов (Sergey Trofimov)
Дмитрий Хворостовский (Dmitriy Khvorostovskiy)
Хелависа (Khelavisa)
Дмитрий Хоронько (Dmitriy Khoronko)
Фёдор Чистяков (Fyodor Chistyakov)
Николай Щукин (Nikolay Shchukin)
Em 1945, a canção foi gravada em disco de vinil pelo cantor, compositor e ator finlandes Georg Malmstén, sob o título “Tumma yö” (Georg Malmstén ℗ 1945 Sointu).
Em 1947, nos Estados Unidos, foi lançada uma gravação da música interpretada em russo pelo cantor americano Sidor Belarsky, com acompanhamento da orquestra de Mischa Borr e do acordeonista John Serry Sr. (“Dark Night” – Sidor Belarsky with the Mischa Borr Orchestra and accordionist John Serry ℗ 1947 RCA Victor).
Sob o título “Ciemna dziś noc”, a canção ganhou uma versão poética em polonês, traduzida por Julian Tuwim, e foi popular na Polônia durante as décadas de 1950 e 1960, interpretada pelo quarteto vocal Chór Czejanda, pela cantora Wera Gran, pelo cantor Mieczysław Fogg, entre outros.
Em 2001, a banda punk Vennaskond incluiu no álbum Ma armastan Ameerikat (“Eu amo a América”) uma versão cover da música, traduzida para o estoniano. Essa gravação também foi incluída no álbum News from Nowhere (“Notícias do Nada”).

## Na cultura
1967 — A novela “Noite Escura”, presente na obra “Do Crepúsculo ao Amanhecer”, da escritora Natalia Meklin-Kravtsova, retrata a relação real das integrantes do 46º Regimento de Aviação de Bombardeio Noturno da Guarda — as chamadas “bruxas da noite” — com a canção.
1974 — Em um dos episódios do filme “Se Quiser Ser Feliz”, a canção é interpretada por Nikolai Gubenko, último Ministro da Cultura da URSS.
1974 — No filme “Dia de Atendimento para Assuntos Pessoais”, a música é executada em esloveno por Lado Leskovar.
1993 — Em um episódio do filme Stalingrad é ouvida a melodia da canção (um uso quase anacrônico, já que a ação se passa no outono de 1942; no entanto, sabe-se que Leonid Utyosov, tendo recebido a partitura do compositor, já a apresentava nesse período, inclusive em concertos na linha de frente).
2001 — No sucesso do grupo Bad Balance, “Piter — Ya Tvoy!” (“São Petersburgo — Sou Teu!”), foi utilizado como base musical um trecho da gravação de Mark Bernes de 1958 (quatro compassos da introdução e as duas primeiras palavras do vocal: “Tiómnaya notch…”).
2004 — No filme “Noite Escura”, a canção é utilizada como leitmotivmusical, tanto em versão vocal (interpretada por A. Fedorovich) quanto instrumental.
2006 — No início do filme “30 Dias até o Amanhecer”, a música é tocada durante a retirada de soldados da divisão SS “Viking”.
2010 — No filme “O Último Jogo de Bonecas”, há uma cena em que crianças brincam de guerra, representando um acampamento militar e uma trincheira, enquanto cantam a canção.